# Åke Hodell
Åke Björnsson Hodell (30 de abril de 1919, Estocolmo - 29 de julio de 2000, Estocolmo) fue un piloto de guerra, poeta, autor, artista y compositor de poesía fonética sueco. Se encuentra enterrado en el Norra begravningsplatsen, un cementerio de la ciudad de Estocolmo.

## Biografía
Åke Hodell creció en una familia con muchas conexiones con el mundo del teatro. Su padre era el escritor Björn Hodell, que escribió varias revistas de teatro y comedias, y que fue director del Södra Teatern entre 1929 y 1938.
Después de sufrir un accidente de aviación durante un ejercicio militar en el sur de Suecia, el 17 de agosto de 1941, tuvo que pasar varios años en un hospital de Lund. Este acontecimiento significó un cambio radical en su vida: a partir de entonces se 
convirtió en un defensor de la causa pacifista, lo cual se vio reflejado en su trabajo. 
Durante su estancia en el hospital conoció al poeta Gunnar Ekelöf. En 1953 realiza su primera obra, una colección de poemas llamada Flyende pilot ("Piloto a la fuga"), y en primavera de ese mismo año viajó hasta Roma junto con Ekelöf. En sus libros, Hodell experimenta lo que él denominaba electronismos, mientras que en la radio y en el escenario, a principios de los años 1960, experimentaba con las composiciones de poesía fonética.
Uno de los trabajos más notorios de Hodell fue su obra de 1963 General Bussig (General Buddy-Buddy en inglés). Esta composición de poesía fonética remite a una técnica de adoctrinamiento utilizada por el ejército sueco, que consistía en atribuir un oficial para acompañar cada recluta. En este collage sonoro, un recluta personificado por la letra "i" sufre un lavado de cerebro por parte de su general acompañante.
Otra de sus obras más importantes fue Mr. Smith in Rhodesia (1969), una crítica del imperialismo británico en el sur de África en forma de collage sonoro. En ella se escuchan las voces de niños de Rodesia como si estuvieran recibiendo una lección de inglés, en la cual se les induce a alabar el primer ministro Ian Smith. Debido a su contenido político, la reproducción radiofónica de la obra fue prohibida durante 15 años, hasta 1985.
En los años 1960, también solía trabajar en el Pistolteatern de Estocolmo, en el cual presentó la obra Lågsniff. Entre 1970 y 1995 escribió y produjo 16 obras de teatro radiofónicas para la Sveriges Radio. También creó la casa editorial Kerberos. En 1978 se casó con la poeta Ann Smith. En 1988 participó en la muestra documenta 8 de Kassel.
En 2000, poco antes de su muerte, se editó bajo su supervisión un cofre recopilatorio de 3 CDs que recogía varias de sus composiciones fonéticas entre 1963 y 1977.